# Copa de Alemania 2018-19
La DFB-Pokal 2018-19 fue la 76.ª edición de esta competición anual de la Copa de Alemania. Inicio el 17 de agosto de 2018 con la primera ronda y finalizó el 25 de mayo de 2019 en el Estadio Olímpico de Berlín. El campeón participará en la DFL-Supercup 2019 y en la UEFA Europa League 2019-20.

## Calendario
Las diferentes rondas fueron programadas de la siguiente forma:
- Primera ronda: 17 al 20 de agosto de 2018
- Segunda ronda: 30 y 31 de octubre de 2018
- Octavos de final: 5 y 6 de febrero de 2019
- Cuartos de final: 2 y 3 de abril de 2019
- Semifinales: 23 y 24 de abril de 2019
- Final: 25 de mayo de 2019

## Equipos participantes
Participarán 64 equipos: los 18 equipos de la 1. Bundesliga 2017-18, los 18 equipos de la 2. Bundesliga 2017-18, los 4 mejores equipos de la 3. Liga 2017-18 y 24 equipos de las 21 Copas Regionales 2017-18, (Las Copas Regionales Westfalia, Baviera y Baja Sajonia tienen 2 representantes cada una, las otras Copas Regionales solo uno).
| Bundesliga los 18 clubes de la temporada 2017-18 | 2. Bundesliga los 18 clubes de la temporada 2017-18 | 3. Liga los mejores 4 clubes de la temporada 2017-18 |
| - Augsburgo - Hertha Berlín - Werder Bremen - Borussia Dortmund - Eintracht Frankfurt - Friburgo - Hamburgo - Hannover 96 - Hoffenheim - Köln - RB Leipzig - Bayer 04 Leverkusen - Maguncia 05 - Borussia Mönchengladbach - Bayern de Múnich - Schalke 04 - VfB Stuttgart - Wolfsburgo | - Erzgebirge Aue - Union Berlín - Arminia Bielefeld - Bochum - Eintracht Braunschweig - Darmstadt 98 - Dinamo Dresde - Duisburgo - Fortuna Düsseldorf - Greuther Fürth - Heidenheim - Ingolstadt 04 - Kaiserslautern - Holstein Kiel - Núremberg - Jahn Regensburg - Sandhausen - St. Pauli | - Magdeburgo - Paderborn 07 - Karlsruher - Wehen Wiesbaden |
| Representativos de las asociaciones regionales 24 representativos de 21 asociaciones regionales de la DFB, clasifican a través de Copas Regionales 2017-18 | | |
| - Baden 1. CfR Pforzheim - Baviera Schweinfurt 05 (GC) TSV 1860 Múnich (RB) - Berlín BFC Dynamo - Brandeburgo Energie Cottbus - Bremen BSC Hastedt - Hamburgo TuS Dassendorf - Hesse TSV Steinbach                                                                                     | - Niederrhein Rot-Weiß Oberhausen - Baja Sajonia Drochtersen/Assel Jeddeloh - Mecklenburgo-Vorpommern Hansa Rostock - Mittelrhein Viktoria Köln - Rheinland TuS Rot-Weiß Koblenz - Saarland Elversberg - Sajonia BSG Chemie Leipzig                                                         | - Sajonia-Anhalt Lok Stendal - Schleswig-Holstein Weiche Flensburg 08 - Südbaden SV Linx - Südwest Wormatia Worms - Turingia Carl Zeiss Jena - Westfalia TuS Erndtebrück (GC) SV Rödinghausen (PO) - Wurtemberg SSV Ulm 1846 |

## Sistema de juego
Los equipos se enfrentan en un solo partido por ronda. En caso de empate en tiempo reglamentario, se añadirán dos tiempos suplementarios de quince minutos cada uno y si el encuentro sigue igualado, la tanda de penaltis definirá que equipo avanza a la siguiente fase.
Para la primera ronda (equivalente a los trentaidosavos de final), los 64 equipos participantes se dividieron en dos bombos. En el primer bombo se incluyeron los equipos que clasificaron a través de los campeonatos regionales, los mejores cuatro de la 3. Liga y los últimos cuatro de las 2. Bundesliga. Cada equipo se enfrentó a otro perteneciente al segundo bombo, que incluye los otros 14 de la 2. Bundesliga y los 18 clubes de la 1. Bundesliga. Los clubes del primer bombo ejercieron la localía en el proceso.
La fórmula de los "dos bombos" se aplica también para la segunda ronda, con los equipos restantes de la 3. Liga en el primer bombo y los demás equipos en el segundo. Una vez se vacíe uno de los bombos, los equipos restantes se enfrentarán unos contra otros. Si algún conjunto de tercera/amateur continúa en la competición, ejercerá la localía siempre.
El Fixture es el siguiente:

## Primera ronda
| 17 de agosto de 2018, 20:45 | Wehen Wiesbaden                                      | 3:2 (1:1, 1:0) (t. s.)        | St. Pauli                   | BRITA-Arena, Wiesbaden                                        |                                                               |
|                             | Reddemann 35' · Schäffler 103' (pen.) · Schmidt 106' | DFB Reporte Soccerway Reporte | Neudecker 51' · Avevor 109' | Asistencia: 10 007 espectadores Árbitro(s): Christian Dingert | Asistencia: 10 007 espectadores Árbitro(s): Christian Dingert |

| 17 de agosto de 2018, 20:45 | Magdeburgo | 0:1 (0:1)                     | Darmstadt 98 | MDCC-Arena, Magdeburgo                                      |                                                             |
|                             |            | DFB Reporte Soccerway Reporte | Kempe 3'     | Asistencia: 20 165 espectadores Árbitro(s): Robert Schröder | Asistencia: 20 165 espectadores Árbitro(s): Robert Schröder |

| 17 de agosto de 2018, 20:45 | Schweinfurt 05 | 0:2 (0:1)                     | Schalke 04                              | Willy-Sachs-Stadion, Schweinfurt                          |                                                           |
|                             |                | DFB Reporte Soccerway Reporte | Bentaleb 24' (pen.) · Jabiri 75' (a.g.) | Asistencia: 15 060 espectadores Árbitro(s): Aarne Aarnink | Asistencia: 15 060 espectadores Árbitro(s): Aarne Aarnink |

| 18 de agosto de 2018, 15:30 | Linx             | 1:2 (1:1)                     | Núremberg     | Rhein-Stadion, Kehl                                       |                                                           |
|                             | Rubio 21' (pen.) | DFB Reporte Soccerway Reporte | Ishak 15' 88' | Asistencia: 5600 espectadores Árbitro(s): Sven Waschitzki | Asistencia: 5600 espectadores Árbitro(s): Sven Waschitzki |

| 18 de agosto de 2018, 15:30 | Rödinghausen                               | 3:2 (2:2, 2:2) (t. s.)        | Dinamo Dresde             | FRIMO Stadion, Lotte                                   |                                                        |
|                             | Meyer 20' · Engelmann 45+1' · Hippe 120+3' | DFB Reporte Soccerway Reporte | Duljević 11' · Aosman 25' | Asistencia: 3862 espectadores Árbitro(s): Florian Heft | Asistencia: 3862 espectadores Árbitro(s): Florian Heft |

| 18 de agosto de 2018, 15:30 | Elversberg | 0:1 (0:0)                     | Wolfsburgo  | Waldstadion Kaiserlinde, Spiesen-Elversberg               |                                                           |
|                             |            | DFB Reporte Soccerway Reporte | Ginczek 76' | Asistencia: 5321 espectadores Árbitro(s): Lasse Koslowski | Asistencia: 5321 espectadores Árbitro(s): Lasse Koslowski |

| 18 de agosto de 2018, 15:30 | Dassendorf | 0:1 (0:1)                     | Duisburgo   | Stadion Sander Tannen, Hamburgo                            |                                                            |
|                             |            | DFB Reporte Soccerway Reporte | Tashchi 24' | Asistencia: 3500 espectadores Árbitro(s): Alexander Sather | Asistencia: 3500 espectadores Árbitro(s): Alexander Sather |

| 18 de agosto de 2018, 15:30 | Wormatia Worms | 1:6 (1:5)                     | Werder Bremen                                                                                   | EWR-Arena, Worms                                           |                                                            |
|                             | Mimbala 44'    | DFB Reporte Soccerway Reporte | Osako 9' · Kainz 21' · Bargfrede 31' · Kruse 41' (pen.) · M. Eggestein 45+1' · J. Eggestein 79' | Asistencia: 8000 espectadores Árbitro(s): Benedikt Kempkes | Asistencia: 8000 espectadores Árbitro(s): Benedikt Kempkes |

| 18 de agosto de 2018, 15:30 | Drochtersen/Assel | 0:1 (0:0)                     | Bayern Múnich   | Kehdinger Stadion, Drochtersen                           |                                                          |
|                             |                   | DFB Reporte Soccerway Reporte | Lewandowski 82' | Asistencia: 7800 espectadores Árbitro(s): Thorben Siewer | Asistencia: 7800 espectadores Árbitro(s): Thorben Siewer |

| 18 de agosto de 2018, 15:30 | Kaiserslautern | 1:6 (1:3)                     | Hoffenheim                                                     | Fritz-Walter-Stadion, Kaiserslautern                        |                                                             |
|                             | Spalvis 33'    | DFB Reporte Soccerway Reporte | Joelinton 6' 22' 53' · Schulz 13' · Kadeřábek 51' · Brenet 63' | Asistencia: 22 818 espectadores Árbitro(s): Patrick Ittrich | Asistencia: 22 818 espectadores Árbitro(s): Patrick Ittrich |

| 18 de agosto de 2018, 15:30 | Pforzheim | 0:1 (0:1)                     | Bayer Leverkusen  | Stadion Holzhof, Pforzheim                                 |                                                            |
|                             |           | DFB Reporte Soccerway Reporte | Alario 13' (pen.) | Asistencia: 4725 espectadores Árbitro(s): Frank Willenborg | Asistencia: 4725 espectadores Árbitro(s): Frank Willenborg |

| 18 de agosto de 2018, 15:30 | Ulm                  | 2:1 (0:0)                     | Eintracht Frankfurt | Donaustadion, Ulm                                       |                                                         |
|                             | Kienle 48' · Lux 75' | DFB Reporte Soccerway Reporte | Paciência 90'       | Asistencia: 18 440 espectadores Árbitro(s): Timo Gerach | Asistencia: 18 440 espectadores Árbitro(s): Timo Gerach |

| 18 de agosto de 2018, 18:30 | Erndtebrück                                 | 3:5 (1:2)                     | Hamburgo                                                   | Leimbachstadion, Siegen                                    |                                                            |
|                             | Yamazaki 43' · Hunold 48' · Hilchenbach 71' | DFB Reporte Soccerway Reporte | Holtby 7' (pen.) · Arp 10' · Lasogga 64' 65' · Mangala 90' | Asistencia: 13 588 espectadores Árbitro(s): Robert Kempter | Asistencia: 13 588 espectadores Árbitro(s): Robert Kempter |

| 18 de agosto de 2018, 18:30 | Rot-Weiß Oberhausen | 0:6 (0:2)                     | Sandhausen                                                                     | Niederrheinstadion, Oberhausen                               |                                                              |
|                             |                     | DFB Reporte Soccerway Reporte | Schleusener 7' · Müller 24' 90+2' · Förster 46' (pen.) · Kister 61' · Karl 83' | Asistencia: 6072 espectadores Árbitro(s): Florian Badstübner | Asistencia: 6072 espectadores Árbitro(s): Florian Badstübner |

| 18 de agosto de 2018, 18:30 | Erzgebirge Aue | 1:3 (0:1)                     | Maguncia 05                 | Sparkassen-Erzgebirgsstadion, Aue                      |                                                        |
|                             | Testroet 83'   | DFB Reporte Soccerway Reporte | Maxim 31' 65' · Quaison 59' | Asistencia: 7600 espectadores Árbitro(s): Felix Zwayer | Asistencia: 7600 espectadores Árbitro(s): Felix Zwayer |

| 18 de agosto de 2018, 20:45 | Hansa Rostock         | 2:0 (1:0)                     | Stuttgart | Ostseestadion, Rostock                                     |                                                            |
|                             | Soukou 8' · Pepic 84' | DFB Reporte Soccerway Reporte |           | Asistencia: 24 400 espectadores Árbitro(s): Tobias Stieler | Asistencia: 24 400 espectadores Árbitro(s): Tobias Stieler |

| 19 de agosto de 2018, 15:30 | Lok Stendal | 0:5 (0:1)                     | Arminia Bielefeld                                      | Stadion am Hölzchen, Stendal                              |                                                           |
|                             |             | DFB Reporte Soccerway Reporte | Owusu 11' 61' · Schipplock 63' 69' (pen.) · Schütz 66' | Asistencia: 3000 espectadores Árbitro(s): Christian Dietz | Asistencia: 3000 espectadores Árbitro(s): Christian Dietz |

| 19 de agosto de 2018, 15:30 | Steinbach  | 1:2 (0:1)                     | Augsburgo              | Sibre-Sportzentrum Haarwasen Haiger, Haiger              |                                                          |
|                             | Herzig 55' | DFB Reporte Soccerway Reporte | Richter 14' · Hahn 65' | Asistencia: 4204 espectadores Árbitro(s): Martin Thomsen | Asistencia: 4204 espectadores Árbitro(s): Martin Thomsen |

| 19 de agosto de 2018, 15:30 | Rot-Weiß Coblenza | 0:5 (0:4)                     | Fortuna Düsseldorf                                      | Stadion Oberwerth, Coblenza                               |                                                           |
|                             |                   | DFB Reporte Soccerway Reporte | Lukebakio 9' 12' · Ducksch 32' · Stöger 44' · Raman 62' | Asistencia: 7500 espectadores Árbitro(s): Benjamin Cortus | Asistencia: 7500 espectadores Árbitro(s): Benjamin Cortus |

| 19 de agosto de 2018, 15:30 | Weiche Flensburg | 1:0 (1:0)                     | Bochum | Manfred-Werner-Stadion, Flensburgo                   |                                                      |
|                             | Schulz 34'       | DFB Reporte Soccerway Reporte |        | Asistencia: 3500 espectadores Árbitro(s): René Rohde | Asistencia: 3500 espectadores Árbitro(s): René Rohde |

| 19 de agosto de 2018, 15:30 | BSG Chemie Leipzig         | 2:1 (0:1)                     | Jahn Regensburg | Alfred-Kunze-Sportpark, Leipzig                          |                                                          |
|                             | Wendt 69' · Druschky 90+1' | DFB Reporte Soccerway Reporte | Derstroff 20'   | Asistencia: 4999 espectadores Árbitro(s): Tobias Reichel | Asistencia: 4999 espectadores Árbitro(s): Tobias Reichel |

| 19 de agosto de 2018, 15:30 | Dynamo de Berlín | 1:9 (1:4)                     | Colonia                                                                           | Olympiastadion, Berlín                                     |                                                            |
|                             | Twardzik 19'     | DFB Reporte Soccerway Reporte | Terodde 21' 34' 41' 75' · Drexler 44' 66' · Risse 58' · Koziello 61' · Schaub 86' | Asistencia: 14 357 espectadores Árbitro(s): Johann Pfeifer | Asistencia: 14 357 espectadores Árbitro(s): Johann Pfeifer |

| 19 de agosto de 2018, 15:30 | Jeddeloh                           | 2:5 (0:3)                     | Heidenheim                                                   | Marschweg-Stadion, Oldemburgo                            |                                                          |
|                             | Lindemann 76' (pen.) · Tönnies 79' | DFB Reporte Soccerway Reporte | Griesbeck 22' · Pusch 32' 39' · Glatzel 56' · Lankford 90+2' | Asistencia: 4805 espectadores Árbitro(s): Michael Bacher | Asistencia: 4805 espectadores Árbitro(s): Michael Bacher |

| 19 de agosto de 2018, 15:30 | Viktoria Colonia | 1:3 (1:0)                     | RB Leipzig                                  | Sportpark Höhenberg, Colonia                              |                                                           |
|                             | Golley 39'       | DFB Reporte Soccerway Reporte | Poulsen 60' · Forsberg 69' · Augustin 90+3' | Asistencia: 4712 espectadores Árbitro(s): Martin Petersen | Asistencia: 4712 espectadores Árbitro(s): Martin Petersen |

| 19 de agosto de 2018, 15:30 | Karlsruher | 0:6 (0:3)                     | Hannover 96                                                                 | Wildparkstadion, Karlsruhe                                  |                                                             |
|                             |            | DFB Reporte Soccerway Reporte | Wimmer 17' · Bebou 31' · Füllkrug 41' (pen.) · Asano 51' · Weydandt 85' 90' | Asistencia: 12 234 espectadores Árbitro(s): Bastian Dankert | Asistencia: 12 234 espectadores Árbitro(s): Bastian Dankert |

| 19 de agosto de 2018, 18:30 | 1860 Múnich | 1:3 (1:0)                     | Holstein Kiel                   | Grünwalder Stadion, Múnich                                   |                                                              |
|                             | Karger 7'   | DFB Reporte Soccerway Reporte | Mühling 74' 83' · Schindler 87' | Asistencia: 14 200 espectadores Árbitro(s): Sascha Stegemann | Asistencia: 14 200 espectadores Árbitro(s): Sascha Stegemann |

| 19 de agosto de 2018, 18:30 | Carl Zeiss Jena                  | 2:4 (2:3)                     | Union Berlín                                | Ernst-Abbe-Sportfeld, Jena                              |                                                         |
|                             | Wolfram 21' · Trimmel 42' (a.g.) | DFB Reporte Soccerway Reporte | Andersson 14' · Kroos 29' · Hedlund 50' 71' | Asistencia: 10 600 espectadores Árbitro(s): Felix Brych | Asistencia: 10 600 espectadores Árbitro(s): Felix Brych |

| 19 de agosto de 2018, 18:30 | Hastedt   | 1:11 (0:6)                    | Borussia Mönchengladbach                                                                     | Weserstadion Platz 11, Bremen                             |                                                           |
|                             | Kücük 88' | DFB Reporte Soccerway Reporte | Hazard 2' (pen.) 42' 84' · Pléa 8' 50' 78' · Raffael 15' 30' 66' · Neuhaus 39' · Hofmann 56' | Asistencia: 4997 espectadores Árbitro(s): Christof Günsch | Asistencia: 4997 espectadores Árbitro(s): Christof Günsch |

| 20 de agosto de 2018, 18:30 | Paderborn 07      | 2:1 (2:0)                     | Ingolstadt 04 | Benteler-Arena, Paderborn                                |                                                          |
|                             | Hünemeier 34' 44' | DFB Reporte Soccerway Reporte | Kittel 76'    | Asistencia: 9427 espectadores Árbitro(s): Daniel Siebert | Asistencia: 9427 espectadores Árbitro(s): Daniel Siebert |

| 20 de agosto de 2018, 18:30 | Energie Cottbus                    | 2:2 (1:1, 0:0) (t. s.)(3:5 p.) | Friburgo                                       | Stadion der Freundschaft, Cottbus                       |                                                         |
|                             | Freitas 45+2' · Viteritti 103'     | DFB Reporte Soccerway Reporte  | Frantz 90+1' · Petersen 99'                    | Asistencia: 15 345 espectadores Árbitro(s): Harm Osmers | Asistencia: 15 345 espectadores Árbitro(s): Harm Osmers |
|                             |                                    | Tiros desde el punto penal     |                                                |                                                         |                                                         |
|                             | Stein · Freitas · Schlüter · Kruse |                                | Petersen · Lienhart · Höfler · Frantz · Heintz |                                                         |                                                         |

| 20 de agosto de 2018, 18:30 | Eintracht Braunschweig | 1:2 (0:1)                     | Hertha Berlín                   | Eintracht-Stadion, Braunschweig                            |                                                            |
|                             | Fejzullahu 81'         | DFB Reporte Soccerway Reporte | Plattenhardt 38' · Ibišević 83' | Asistencia: 16 710 espectadores Árbitro(s): Guido Winkmann | Asistencia: 16 710 espectadores Árbitro(s): Guido Winkmann |

| 20 de agosto de 2018, 20:45 | Greuther Fürth | 1:2 (1:1, 0:0) (t. s.)        | Borussia Dortmund          | Sportpark Ronhof T. S., Fürth                            |                                                          |
|                             | Ernst 77'      | DFB Reporte Soccerway Reporte | Witsel 90+5' · Reus 120+1' | Asistencia: 15 500 espectadores Árbitro(s): Manuel Gräfe | Asistencia: 15 500 espectadores Árbitro(s): Manuel Gräfe |

## Segunda ronda
El sorteo para la segunda ronda tuvo lugar el 26 de agosto de 2018 a las 18:00, con Gina Lückenkemper sorteando los partidos. Los dieciséis partidos tendrán lugar del 30 al 31 de octubre de 2018.
| 30 de octubre de 2018, 18:30 | BSG Chemie Leipzig | 0:3 (0:2)                     | Paderborn 07                  | Alfred-Kunze-Sportpark, Leipzig                           |                                                           |
|                              |                    | DFB Reporte Soccerway Reporte | Gueye 18' 60' · Hünemeier 28' | Asistencia: 4999 espectadores Árbitro(s): Christian Dietz | Asistencia: 4999 espectadores Árbitro(s): Christian Dietz |

| 30 de octubre de 2018, 18:30 | Ulm       | 1:5 (1:4)                     | Fortuna Düsseldorf                                 | Donaustadion, Ulm                                              |                                                                |
|                              | Morina 1' | DFB Reporte Soccerway Reporte | Ducksch 15' 70' · Hennings 33' · Lukebakio 37' 43' | Asistencia: 17 000 espectadores Árbitro(s): Florian Badstübner | Asistencia: 17 000 espectadores Árbitro(s): Florian Badstübner |

| 30 de octubre de 2018, 18:30 | Hannover 96 | 0:2 (0:1)                     | Wolfsburgo                   | HDI-Arena, Hannover                                         |                                                             |
|                              |             | DFB Reporte Soccerway Reporte | Mehmedi 20' · Weghorst 90+3' | Asistencia: 34 400 espectadores Árbitro(s): Benjamin Cortus | Asistencia: 34 400 espectadores Árbitro(s): Benjamin Cortus |

| 30 de octubre de 2018, 18:30 | Darmstadt 98 | 0:2 (0:0)                     | Hertha Berlín                  | Merck-Stadion am Böllenfalltor, Darmstadt                 |                                                           |
|                              |              | DFB Reporte Soccerway Reporte | Ibišević 64' · Mittelstädt 88' | Asistencia: 15 000 espectadores Árbitro(s): Robert Kampka | Asistencia: 15 000 espectadores Árbitro(s): Robert Kampka |

| 30 de octubre de 2018, 20:45 | Wehen Wiesbaden | 0:3 (0:1)                     | Hamburgo                               | BRITA-Arena, Wiesbaden                                          |                                                                 |
|                              |                 | DFB Reporte Soccerway Reporte | Lasogga 20' 51' · Douglas Santos 90+7' | Asistencia: 11 170 espectadores Árbitro(s): Matthias Jöllenbeck | Asistencia: 11 170 espectadores Árbitro(s): Matthias Jöllenbeck |

| 30 de octubre de 2018, 20:45 | Rödinghausen | 1:2 (1:2)                     | Bayern Múnich                 | Bremer Brücke, Osnabrück                                |                                                         |
|                              | Meyer 49'    | DFB Reporte Soccerway Reporte | Wagner 8' · Müller 13' (pen.) | Asistencia: 16 000 espectadores Árbitro(s): Timo Gerach | Asistencia: 16 000 espectadores Árbitro(s): Timo Gerach |

| 30 de octubre de 2018, 20:45 | Heidenheim                              | 3:0 (2:0)                     | Sandhausen | Voith-Arena, Heidenheim                                   |                                                           |
|                              | Schnatterer 8' (pen.) · Dovedan 20' 86' | DFB Reporte Soccerway Reporte |            | Asistencia: 4300 espectadores Árbitro(s): Sven Waschitzki | Asistencia: 4300 espectadores Árbitro(s): Sven Waschitzki |

| 30 de octubre de 2018, 20:45 | Augsburgo                                       | 3:2 (2:2, 1:2) (t. s.)        | Maguncia 05             | WWK Arena, Augsburgo                                     |                                                          |
|                              | Bell 40' (a.g.) · Gregoritsch 86' · Caiuby 105' | DFB Reporte Soccerway Reporte | Mwene 19' · Quaison 45' | Asistencia: 15 561 espectadores Árbitro(s): Manuel Gräfe | Asistencia: 15 561 espectadores Árbitro(s): Manuel Gräfe |

| 31 de octubre de 2018, 18:30 | Hansa Rostock                          | 2:2 (1:1, 1:0) (t. s.)(2:4 p.) | Núremberg                              | Ostseestadion, Rostock                                     |                                                            |
|                              | Breier 35' · Hildebrandt 94'           | DFB Reporte Soccerway Reporte  | Zreľák 90' · Palacios 103'             | Asistencia: 23 900 espectadores Árbitro(s): Martin Thomsen | Asistencia: 23 900 espectadores Árbitro(s): Martin Thomsen |
|                              |                                        | Tiros desde el punto penal     |                                        |                                                            |                                                            |
|                              | Pepic · Hildebrandt · Bülow · Williams |                                | Behrens · Margreitter · Mühl · Leibold |                                                            |                                                            |

| 31 de octubre de 2018, 18:30 | Weiche Flensburg | 1:5 (1:3)                     | Werder Bremen                                                 | Stadion Lohmühle, Lübeck                                 |                                                          |
|                              | Ilídio 27'       | DFB Reporte Soccerway Reporte | Pizarro 8' · Kainz 37' · Klaassen 44' (pen.) · Harnik 76' 80' | Asistencia: 9300 espectadores Árbitro(s): Tobias Reichel | Asistencia: 9300 espectadores Árbitro(s): Tobias Reichel |

| 31 de octubre de 2018, 18:30 | Colonia                                                       | 1:1 (1:1, 1:0) (t. s.)(5:6 p.) | Schalke 04                                                         | RheinEnergieStadion, Colonia                            |                                                         |
|                              | Córdoba 43'                                                   | DFB Reporte Soccerway Reporte  | Bentaleb 88' (pen.)                                                | Asistencia: 50 000 espectadores Árbitro(s): Harm Osmers | Asistencia: 50 000 espectadores Árbitro(s): Harm Osmers |
|                              |                                                               | Tiros desde el punto penal     |                                                                    |                                                         |                                                         |
|                              | Höger · Özcan · Terodde · Guirassy · Risse · Hector · Drexler |                                | Burgstaller · Nastasić · Caligiuri · Harit · Bentaleb · Rudy · Uth |                                                         |                                                         |

| 31 de octubre de 2018, 18:30 | Borussia Dortmund                            | 3:2 (2:2, 1:0) (t. s.)        | Union Berlín   | Signal Iduna Park, Dortmund                                |                                                            |
|                              | Pulisic 40' · Philipp 73' · Reus 120' (pen.) | DFB Reporte Soccerway Reporte | Polter 63' 88' | Asistencia: 72 732 espectadores Árbitro(s): Guido Winkmann | Asistencia: 72 732 espectadores Árbitro(s): Guido Winkmann |

| 31 de octubre de 2018, 20:45 | Holstein Kiel            | 2:1 (1:1)                     | Friburgo    | Holstein-Stadion, Kiel                                 |                                                        |
|                              | Serra 26' · Kinsombi 79' | DFB Reporte Soccerway Reporte | Petersen 1' | Asistencia: 9361 espectadores Árbitro(s): Sören Storks | Asistencia: 9361 espectadores Árbitro(s): Sören Storks |

| 31 de octubre de 2018, 20:45 | Arminia Bielefeld | 0:3 (0:3)                     | Duisburgo                                  | SchücoArena, Bielefeld                                   |                                                          |
|                              |                   | DFB Reporte Soccerway Reporte | Verhoek 12' · Schnellhardt 39' · Cauly 45' | Asistencia: 19 143 espectadores Árbitro(s): Arne Aarnink | Asistencia: 19 143 espectadores Árbitro(s): Arne Aarnink |

| 31 de octubre de 2018, 20:45 | RB Leipzig     | 2:0 (0:0)                     | Hoffenheim | Red Bull Arena, Leipzig                                 |                                                         |
|                              | Werner 48' 56' | DFB Reporte Soccerway Reporte |            | Asistencia: 21 042 espectadores Árbitro(s): Marco Fritz | Asistencia: 21 042 espectadores Árbitro(s): Marco Fritz |

| 31 de octubre de 2018, 20:45 | Borussia Mönchengladbach | 0:5 (0:2)                     | Bayer Leverkusen                                           | Borussia-Park, Mönchengladbach                          |                                                         |
|                              |                          | DFB Reporte Soccerway Reporte | Brandt 5' · Jedvaj 45+1' · Bellarabi 67' 74' · Volland 80' | Asistencia: 48 755 espectadores Árbitro(s): Tobias Welz | Asistencia: 48 755 espectadores Árbitro(s): Tobias Welz |

## Fase final
|  | Octavos de final      | Octavos de final   |               |       | Cuartos de final | Cuartos de final |  |  | Semifinales      | Semifinales      |  |  | Final      | Final      |
|  | 5 y 6 de febrero      | 5 y 6 de febrero   |               |       | 2 y 3 de abril   | 2 y 3 de abril   |  |  | 23 y 24 de abril | 23 y 24 de abril |  |  | 25 de mayo | 25 de mayo |
|  |                       |                    |               |       |                  |                  |  |  |                  |                  |  |  |            |            |
|  |                       |                    |               |       |                  |                  |  |  |                  |                  |  |  |            |            |
|  |                       |                    |               |       |                  |                  |  |  |                  |                  |  |  |            |            |
|  | Schalke 04            | 4                  |               |       |                  |                  |  |  |                  |                  |  |  |            |            |
|  | Schalke 04            | 4                  |               |       |                  |                  |  |  |                  |                  |  |  |            |            |
|  | Fortuna Düsseldorf    | 1                  |               |       |                  |                  |  |  |                  |                  |  |  |            |            |
|  | Fortuna Düsseldorf    | 1                  | Schalke 04    | 0     |                  |                  |  |  |                  |                  |  |  |            |            |
|  |                       |                    |               | 0     |                  |                  |  |  |                  |                  |  |  |            |            |
|  |                       | Werder Bremen      | 2             |       |                  |                  |  |  |                  |                  |  |  |            |            |
|  | Borussia Dortmund     | Werder Bremen      | 2             | 3 (2) |                  |                  |  |  |                  |                  |  |  |            |            |
|  | Borussia Dortmund     |                    |               | 3 (2) |                  |                  |  |  |                  |                  |  |  |            |            |
|  | Werder Bremen (p.)    | 3 (4)              |               |       |                  |                  |  |  |                  |                  |  |  |            |            |
|  | Werder Bremen (p.)    | 3 (4)              | Werder Bremen | 2     |                  |                  |  |  |                  |                  |  |  |            |            |
|  |                       |                    |               | 2     |                  |                  |  |  |                  |                  |  |  |            |            |
|  |                       | Bayern Múnich      | 3             |       |                  |                  |  |  |                  |                  |  |  |            |            |
|  | Hertha Berlín         | Bayern Múnich      | 3             | 2     |                  |                  |  |  |                  |                  |  |  |            |            |
|  | Hertha Berlín         |                    |               | 2     |                  |                  |  |  |                  |                  |  |  |            |            |
|  | Bayern Múnich (t. s.) | 3                  |               |       |                  |                  |  |  |                  |                  |  |  |            |            |
|  | Bayern Múnich (t. s.) | 3                  | Bayern Múnich | 5     |                  |                  |  |  |                  |                  |  |  |            |            |
|  |                       |                    |               | 5     |                  |                  |  |  |                  |                  |  |  |            |            |
|  |                       | Heidenheim         | 4             |       |                  |                  |  |  |                  |                  |  |  |            |            |
|  | Heidenheim            | Heidenheim         | 4             | 2     |                  |                  |  |  |                  |                  |  |  |            |            |
|  | Heidenheim            |                    |               | 2     |                  |                  |  |  |                  |                  |  |  |            |            |
|  | Bayer Leverkusen      | 1                  |               |       |                  |                  |  |  |                  |                  |  |  |            |            |
|  | Bayer Leverkusen      | 1                  | Bayern Múnich | 3     |                  |                  |  |  |                  |                  |  |  |            |            |
|  |                       |                    |               | 3     |                  |                  |  |  |                  |                  |  |  |            |            |
|  |                       | RB Leipzig         | 0             |       |                  |                  |  |  |                  |                  |  |  |            |            |
|  | Duisburgo             | RB Leipzig         | 0             | 1     |                  |                  |  |  |                  |                  |  |  |            |            |
|  | Duisburgo             |                    |               | 1     |                  |                  |  |  |                  |                  |  |  |            |            |
|  | Paderborn 07          | 3                  |               |       |                  |                  |  |  |                  |                  |  |  |            |            |
|  | Paderborn 07          | 3                  | Paderborn 07  | 0     |                  |                  |  |  |                  |                  |  |  |            |            |
|  |                       |                    |               | 0     |                  |                  |  |  |                  |                  |  |  |            |            |
|  |                       | Hamburgo           | 2             |       |                  |                  |  |  |                  |                  |  |  |            |            |
|  | Hamburgo              | Hamburgo           | 2             | 1     |                  |                  |  |  |                  |                  |  |  |            |            |
|  | Hamburgo              |                    |               | 1     |                  |                  |  |  |                  |                  |  |  |            |            |
|  | Núremberg             | 0                  |               |       |                  |                  |  |  |                  |                  |  |  |            |            |
|  | Núremberg             | 0                  | Hamburgo      | 1     |                  |                  |  |  |                  |                  |  |  |            |            |
|  |                       |                    |               | 1     |                  |                  |  |  |                  |                  |  |  |            |            |
|  |                       | RB Leipzig         | 3             |       |                  |                  |  |  |                  |                  |  |  |            |            |
|  | Holstein Kiel         | RB Leipzig         | 3             | 0     |                  |                  |  |  |                  |                  |  |  |            |            |
|  | Holstein Kiel         |                    |               | 0     |                  |                  |  |  |                  |                  |  |  |            |            |
|  | Augsburgo             | 1                  |               |       |                  |                  |  |  |                  |                  |  |  |            |            |
|  | Augsburgo             | 1                  | Augsburgo     | 1     |                  |                  |  |  |                  |                  |  |  |            |            |
|  |                       |                    |               | 1     |                  |                  |  |  |                  |                  |  |  |            |            |
|  |                       | RB Leipzig (t. s.) | 2             |       |                  |                  |  |  |                  |                  |  |  |            |            |
|  | RB Leipzig            | RB Leipzig (t. s.) | 2             | 1     |                  |                  |  |  |                  |                  |  |  |            |            |
|  | RB Leipzig            |                    |               | 1     |                  |                  |  |  |                  |                  |  |  |            |            |
|  | Wolfsburgo            | 0                  |               |       |                  |                  |  |  |                  |                  |  |  |            |            |
|  | Wolfsburgo            | 0                  |               |       |                  |                  |  |  |                  |                  |  |  |            |            |

## Octavos de final
El sorteo de los octavos de final fue el 4 de noviembre de 2018 a las 18:00, con Serdal Celebi como encargado de sortear los partidos. Los ocho juegos tuvieron lugar del 5 al 6 de febrero de 2019.
| 5 de febrero de 2019, 18:30 | Hamburgo  | 1:0 (0:0)                     | Núremberg | Volksparkstadion, Hamburgo                              |                                                         |
|                             | Özcan 54' | DFB Reporte Soccerway Reporte |           | Asistencia: 47 628 espectadores Árbitro(s): Harm Osmers | Asistencia: 47 628 espectadores Árbitro(s): Harm Osmers |

| 5 de febrero de 2019, 18:30 | Heidenheim                 | 2:1 (0:1)                     | Bayer Leverkusen | Voith-Arena, Heidenheim                                     |                                                             |
|                             | Dovedan 47' · Multhaup 72' | DFB Reporte Soccerway Reporte | Brandt 44'       | Asistencia: 11 400 espectadores Árbitro(s): Robert Hartmann | Asistencia: 11 400 espectadores Árbitro(s): Robert Hartmann |

| 5 de febrero de 2019, 20:45 | Duisburgo | 1:3 (0:0)                     | Paderborn 07                                | Schauinsland-Reisen-Arena, Duisburgo                       |                                                            |
|                             | Cauly 12' | DFB Reporte Soccerway Reporte | Tekpetey 52' · Pröger 61' · Antwi-Adjej 76' | Asistencia: 12 000 espectadores Árbitro(s): Sven Jablonski | Asistencia: 12 000 espectadores Árbitro(s): Sven Jablonski |

| 5 de febrero de 2019, 20:45 | Borussia Dortmund                       | 3:3 (1:1, 1:1) (t. s.)(2:4 p.) | Werder Bremen                           | Signal Iduna Park, Dortmund                             |                                                         |
|                             | Reus 45+3' · Pulisic 105' · Hakimi 113' | DFB Reporte Soccerway Reporte  | Rashica 5' · Pizarro 108' · Harnik 119' | Asistencia: 81 365 espectadores Árbitro(s): Felix Brych | Asistencia: 81 365 espectadores Árbitro(s): Felix Brych |
|                             |                                         | Tiros desde el punto penal     |                                         |                                                         |                                                         |
|                             | Alcácer · Philipp · Witsel · Weigl      |                                | Pizarro · Eggestein · Klaassen · Kruse  |                                                         |                                                         |

| 6 de febrero de 2019, 18:30 | Holstein Kiel | 0:1 (0:1)                     | Augsburgo       | Holstein-Stadion, Kiel                                       |                                                              |
|                             |               | DFB Reporte Soccerway Reporte | Gregoritsch 85' | Asistencia: 11 198 espectadores Árbitro(s): Frank Willenborg | Asistencia: 11 198 espectadores Árbitro(s): Frank Willenborg |

| 6 de febrero de 2019, 18:30 | RB Leipzig | 1:0 (1:0)                     | Wolfsburgo | Red Bull Arena, Leipzig                                      |                                                              |
|                             | Cunha 9'   | DFB Reporte Soccerway Reporte |            | Asistencia: 21 135 espectadores Árbitro(s): Chrstian Dingert | Asistencia: 21 135 espectadores Árbitro(s): Chrstian Dingert |

| 6 de febrero de 2019, 20:45 | Schalke 04                          | 4:1 (1:0)                     | Fortuna Düsseldorf | Veltins-Arena, Gelsenkirchen                             |                                                          |
|                             | Kutucu 29' · Sané 48' 87' · Uth 53' | DFB Reporte Soccerway Reporte | Hennings 71'       | Asistencia: 56 638 espectadores Árbitro(s): Manuel Gräfe | Asistencia: 56 638 espectadores Árbitro(s): Manuel Gräfe |

| 6 de febrero de 2019, 20:45 | Hertha Berlín              | 2:3 (2:2, 1:1) (t. s.)        | Bayern Múnich             | Estadio Olímpico, Berlín                                   |                                                            |
|                             | Mittelstädt 3' · Selke 67' | DFB Reporte Soccerway Reporte | Gnabry 7' 49' · Coman 98' | Asistencia: 74 200 espectadores Árbitro(s): Markus Schmidt | Asistencia: 74 200 espectadores Árbitro(s): Markus Schmidt |

## Cuartos de final
El sorteo de los cuartos de final fue el 10 de febrero de 2019 a las 18:00, con Fabian Böhm como encargado de sortear los partidos. Los cuatro juegos tuvieron lugar el 2 y 3 de abril de 2019.
| 2 de abril de 2019, 18:30 | Paderborn 07 | 0:2 (0:0)                     | Hamburgo        | Benteler-Arena, Paderborn                               |                                                         |
|                           |              | DFB Reporte Soccerway Reporte | Lasogga 54' 68' | Asistencia: 15 000 espectadores Árbitro(s): Tobias Welz | Asistencia: 15 000 espectadores Árbitro(s): Tobias Welz |

| 2 de abril de 2019, 20:45 | Augsburgo         | 1:2 (1:1, 0:0) (t. s.)        | RB Leipzig                             | WWK Arena, Augsburgo                                       |                                                            |
|                           | Finnbogason 90+4' | DFB Reporte Soccerway Reporte | Werner 74' · Halstenberg 120+1' (pen.) | Asistencia: 25 350 espectadores Árbitro(s): Tobias Stieler | Asistencia: 25 350 espectadores Árbitro(s): Tobias Stieler |

| 3 de abril de 2019, 18:30 | Bayern Múnich                                                       | 5:4 (1:2)                     | Heidenheim                                   | Allianz Arena, Múnich                                      |                                                            |
|                           | Goretzka 12' · Müller 53' · Lewandowski 56' 84' (pen.) · Gnabry 65' | DFB Reporte Soccerway Reporte | Glatzel 26' 74' 77' (pen.) · Schnatterer 39' | Asistencia: 75 000 espectadores Árbitro(s): Guido Winkmann | Asistencia: 75 000 espectadores Árbitro(s): Guido Winkmann |

| 3 de abril de 2019, 20:45 | Schalke 04 | 0:2 (0:0)                     | Werder Bremen              | Veltins-Arena, Gelsenkirchen                              |                                                           |
|                           |            | DFB Reporte Soccerway Reporte | Rashica 65' · Klaassen 72' | Asistencia: 61 597 espectadores Árbitro(s): Deniz Aytekin | Asistencia: 61 597 espectadores Árbitro(s): Deniz Aytekin |

## Semifinales
El sorteo para las semifinales fue el 7 de abril de 2019 a las 18:00, con Lena Goeßling como encargada de sortear los partidos. Los dos juegos tuvieron lugar entre el 23 y 24 de abril de 2019.
| 23 de abril de 2019, 20:45 | Hamburgo  | 1:3 (1:1)                     | RB Leipzig                                       | Volksparkstadion, Hamburgo                              |                                                         |
|                            | Jatta 23' | DFB Reporte Soccerway Reporte | Poulsen 12' · Janjičić 53' (a.g.) · Forsberg 72' | Asistencia: 52 365 espectadores Árbitro(s): Felix Brych | Asistencia: 52 365 espectadores Árbitro(s): Felix Brych |

| 24 de abril de 2019, 20:45 | Werder Bremen           | 2:3 (0:1)                     | Bayern Múnich                           | Weserstadion, Bremen                                       |                                                            |
|                            | Osako 74' · Rashica 75' | DFB Reporte Soccerway Reporte | Lewandowski 36' 80' (pen.) · Müller 63' | Asistencia: 42 100 espectadores Árbitro(s): Daniel Siebert | Asistencia: 42 100 espectadores Árbitro(s): Daniel Siebert |

## Final
| 25 de mayo de 2019, 20:00 | RB Leipzig | 0:3 (0:1)                     | Bayern Múnich                   | Estadio Olímpico, Berlín                                   |                                                            |
|                           |            | DFB Reporte Soccerway Reporte | Lewandowski 29' 85' · Coman 78' | Asistencia: 74 322 espectadores Árbitro(s): Tobias Stieler | Asistencia: 74 322 espectadores Árbitro(s): Tobias Stieler |

| 1          | Guardameta     | Péter Gulácsi      |     |
| 6          | Defensa        | Ibrahima Konaté    | 82' |
| 4          | Defensa        | Willi Orban        | 70' |
| 16         | Defensa        | Lukas Klostermann  |     |
| 23         | Defensa        | Marcel Halstenberg |     |
| 14         | Centrocampista | Tyler Adams        | 65' |
| 44         | Centrocampista | Kevin Kampl        |     |
| 7          | Centrocampista | Marcel Sabitzer    |     |
| 10         | Centrocampista | Emil Forsberg      |     |
| 11         | Delantero      | Timo Werner        |     |
| 9          | Delantero      | Yussuf Poulsen     |     |
| Entrenador | Entrenador     | Ralf Rangnick      |     |

| 1          | Guardameta     | Manuel Neuer       |     |
| 4          | Defensa        | Niklas Süle        |     |
| 5          | Defensa        | Mats Hummels       |     |
| 32         | Defensa        | Joshua Kimmich     |     |
| 27         | Defensa        | David Alaba        |     |
| 8          | Centrocampista | Javi Martínez      | 65' |
| 6          | Centrocampista | Thiago Alcántara   |     |
| 29         | Centrocampista | Kingsley Coman     | 87' |
| 25         | Centrocampista | Thomas Müller      |     |
| 22         | Delantero      | Serge Gnabry       | 73' |
| 9          | Delantero      | Robert Lewandowski |     |
| Entrenador | Entrenador     | Niko Kovač         |     |

| 27 | Centrocampista | Konrad Laimer   | 65' |
| 5  | Defensa        | Dayot Upamecano | 70' |
| 8  | Centrocampista | Amadou Haidara  | 82' |

| 24 | Centrocampista | Corentin Tolisso | 65' |
| 10 | Centrocampista | Arjen Robben     | 73' |
| 7  | Centrocampista | Franck Ribéry    | 87' |

| Anotado | 29' | Robert Lewandowski | 0–1 |
| Anotado | 78' | Kingsley Coman     | 0–2 |
| Anotado | 85' | Robert Lewandowski | 0–3 |

| Amonestado | 82' | Dayot Upamecano |

| Amonestado | 86' | Robert Lewandowski |

| Árbitro             | Tobias Stieler       |
| Árbitros asistentes | Christian Gittelmann |
| Árbitros asistentes | Matthias Jöllenbeck  |
| Cuarto Árbitro      | Bibiana Steinhaus    |

| 1          | Guardameta     | Péter Gulácsi      |     |
| 6          | Defensa        | Ibrahima Konaté    | 82' |
| 4          | Defensa        | Willi Orban        | 70' |
| 16         | Defensa        | Lukas Klostermann  |     |
| 23         | Defensa        | Marcel Halstenberg |     |
| 14         | Centrocampista | Tyler Adams        | 65' |
| 44         | Centrocampista | Kevin Kampl        |     |
| 7          | Centrocampista | Marcel Sabitzer    |     |
| 10         | Centrocampista | Emil Forsberg      |     |
| 11         | Delantero      | Timo Werner        |     |
| 9          | Delantero      | Yussuf Poulsen     |     |
| Entrenador | Entrenador     | Ralf Rangnick      |     |

| 1          | Guardameta     | Manuel Neuer       |     |
| 4          | Defensa        | Niklas Süle        |     |
| 5          | Defensa        | Mats Hummels       |     |
| 32         | Defensa        | Joshua Kimmich     |     |
| 27         | Defensa        | David Alaba        |     |
| 8          | Centrocampista | Javi Martínez      | 65' |
| 6          | Centrocampista | Thiago Alcántara   |     |
| 29         | Centrocampista | Kingsley Coman     | 87' |
| 25         | Centrocampista | Thomas Müller      |     |
| 22         | Delantero      | Serge Gnabry       | 73' |
| 9          | Delantero      | Robert Lewandowski |     |
| Entrenador | Entrenador     | Niko Kovač         |     |

| 27 | Centrocampista | Konrad Laimer   | 65' |
| 5  | Defensa        | Dayot Upamecano | 70' |
| 8  | Centrocampista | Amadou Haidara  | 82' |

| 24 | Centrocampista | Corentin Tolisso | 65' |
| 10 | Centrocampista | Arjen Robben     | 73' |
| 7  | Centrocampista | Franck Ribéry    | 87' |

| Anotado | 29' | Robert Lewandowski | 0–1 |
| Anotado | 78' | Kingsley Coman     | 0–2 |
| Anotado | 85' | Robert Lewandowski | 0–3 |

| Amonestado | 82' | Dayot Upamecano |

| Amonestado | 86' | Robert Lewandowski |

| Árbitro             | Tobias Stieler       |
| Árbitros asistentes | Christian Gittelmann |
| Árbitros asistentes | Matthias Jöllenbeck  |
| Cuarto Árbitro      | Bibiana Steinhaus    |

| DFB Pokal Trophy                  |
|                                   |
| Bayern Múnich Campeón 19.° título |

## Máximos goleadores
| Jugador            | Equipo                   | Goles |
| ------------------ | ------------------------ | ----- |
| Robert Lewandowski | Bayern de Múnich         | 7     |
| Simon Terodde      | F. C. Köln               | 4     |
| Thorgan Hazard     | Borussia Mönchengladbach | 3     |
| Alassane Pléa      | Borussia Mönchengladbach | 3     |
| Raffael            | Borussia Mönchengladbach | 3     |